# دانشگاه لیدز
دانشگاه لیدز (به انگلیسی: University of Leeds) یک دانشگاه تحقیقاتی دولتی در لیدز واقع در یورکشر غربی انگلستان است که در سال ۱۹۰۴ میلادی بنیان‌نهاده شده‌ است. این دانشگاه مطرح یکی از بهترین دانشگاه‌های انگلستان و ۸۷ امین دانشگاه جهان طبق رنکینگ QS  سال ۲۰۱۵ می‌باشد.
دانشگاه لیدز، یکی از اعضای گروه راسل (دانشگاه‌های برجستهٔ پژوهشی انگلستان) و همچنین گروه ان۸ است.
همچنین این دانشگاه، یکی از دانشگاه‌های انگلستان شناخته شده با نام آجر قرمز است.
از دانش‌آموختگان معروف این دانشگاه در ایران میتوان به دکتر محمدرضا حافظی از معمارهای برجسته ایران و طراح برج میلاد در تهران و یدالله موقن مترجم و پژوهشگر فلسفه و عصر روشنگری نام برد. این دانشگاه با داشتن موقوفه مالی ۸۳٫۲ میلیون پوندی، جزو بیست دانشگاه برتر بریتانیا از این حیث می‌باشد.

## تاریخچه
این دانشگاه، ابتدا به نام مدرسه پزشکی لیدز شناخته می‌شد که سپس با پیوستن کالج یورکشر به آن، در سال ۱۸۸۷ به عنوان یک دانشگاه واحد به دانشگاه ویکتوریا پیوست. دانشگاه ویکتوریا از ادغام این دانشگاه با کالج اوِنز (Owens College که نهایتاً به دانشگاه منچستر تغییر نام داد) و کالج دانشگاهی لیورپول (که به دانشگاه لیورپول تغییر نام داد) تشکیل شد.
در سال ۱۹۰۴ و یک سال پس از آنکه دانشگاه لیورپول از دانشگاه ویکتوریا جدا شد، دانشگاه لیدز هم به عنوان دانشگاهی مستقل درآمد و از دانشگاه ویکتوریا جدا شد.